# Friede von Brest (1435)

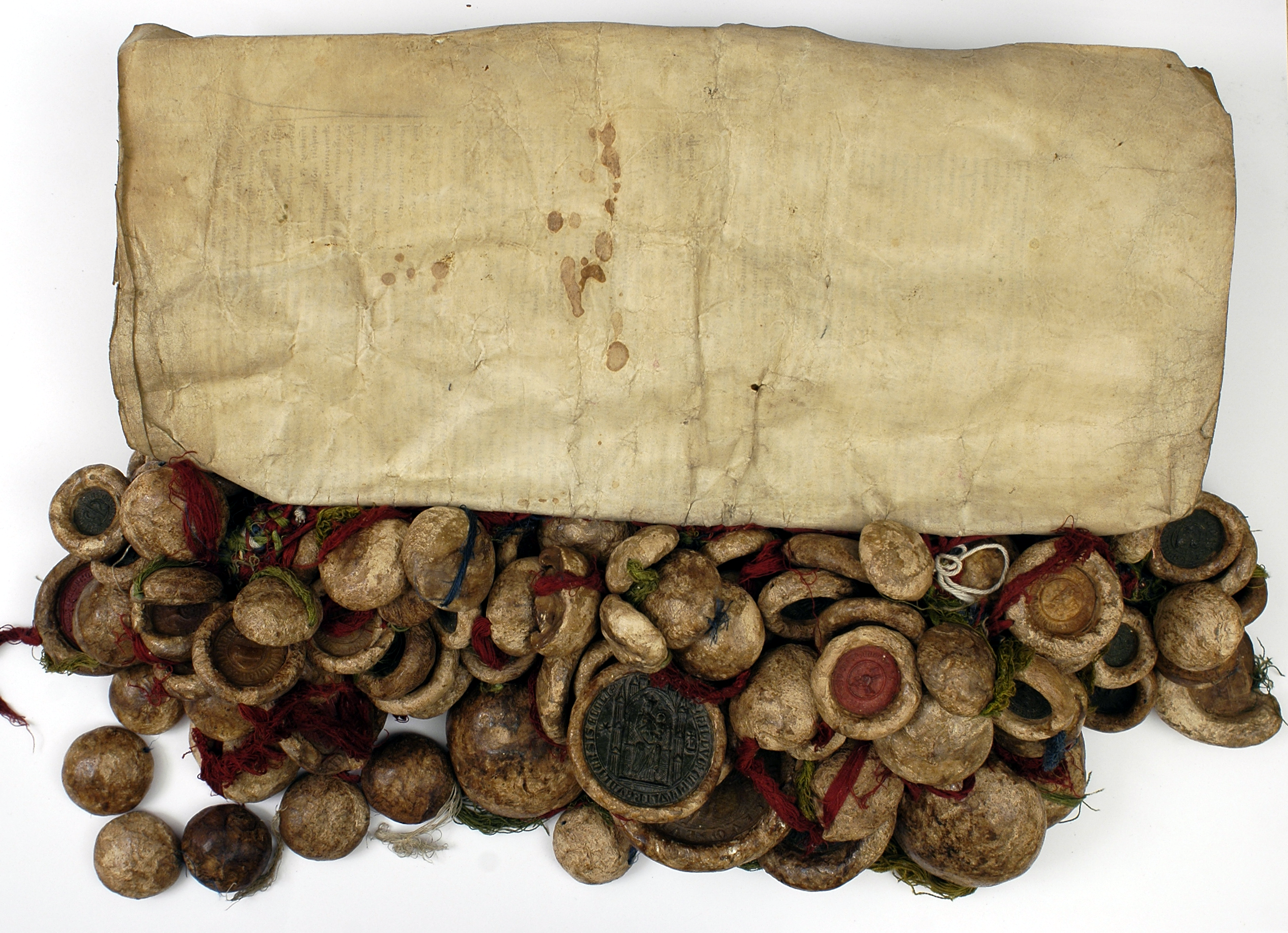
Friede von Brest

Der Friede von Brest (auch als Ewiger Frieden von Brest bezeichnet) war ein am 31. Dezember 1435 in der kujawischen Stadt Brest geschlossener Friedensvertrag zwischen dem Deutschen Orden einerseits und Władysław III. (Polen und Ungarn) und Sigismund I. (Litauen) andererseits. Vorausgegangen war am 1. September 1435 der Sieg des von Sigismund Kęstutaitis geführten litauischen Heeres in der Schlacht an der Swenta (litauisch: Šventoji) beim heutigen Dorf Pabaiskas, südlich von Ukmergė (polnisch: Wiłkomierz), daher auch Schlacht bei Ukmergė oder Schlacht bei Wiłkomierz genannt.

## Bedeutung
Der Vertrag beendete die jahrzehntelangen, auf die Begründung der Polnisch-Litauischen Personalunion von 1386 folgenden Kämpfe zwischen dem Deutschen Orden und Polen-Litauen. Der Frieden bestätigte im Wesentlichen die Grenzen, wie sie 1422 im Friede vom Melnosee festgelegt worden waren. Ebenso wie schon 1422 mussten die Stände den Frieden garantieren: der Vertrag ist eine Station auf dem Wege der preußischen Stände in Preußen zur Institutionalisierung. Er nahm dem Orden die in den letzten Jahrzehnten immer wieder genutzte Möglichkeit, aus den Konflikten innerhalb der Jagiellonen-Dynastie Nutzen zu ziehen und eine Auflösung der Polnisch-Litauischen Union zu fördern. Schließlich wurden Einsprüche des Papstes oder des römisch-deutschen Königs gegen den Vertrag ausdrücklich ausgeschlossen, woraus in den nächsten Jahren die Rivalitäten innerhalb des Ordens Nahrung erhielten.